# Mihai Chiruță
Mihai Chiruță (n. 26 septembrie 1998, Botoșani, România) este un canotor român.

## Carieră
Sportivul a făcut parte din barca de patru vâsle a României. În anul 2022 a câștigat medalia de bronz la Campionatul European de la München alături de Ciprian Tudosă, Ioan Prundeanu și Marian Enache. În același an s-au clasat pe locul șase la Campionatul Mondial de la Račice. Anul următor au ocupat locul șapte la Mondialele de la Belgrad.
În 2024 Mihai Chiruță s-a calificat la Jocurile Olimpice la simplu vâsle, fiind primul român după Walter Lambertus care a participat la Montréal 1976 la această probă. La Paris Chiruță s-a clasat pe locul șapte.